# Edel Quinn

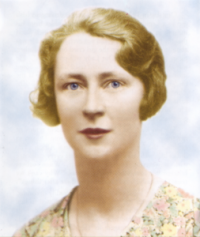
Edel Quinn

Edel Mary Quinn (ur. 14 września 1907 w Kanturk; zm. 12 maja 1944 w Nairobi) – irlandzka Czcigodna Służebnica Boża Kościoła katolickiego.

## Życiorys
Urodziła się w Kanturk w hrabstwie Cork. Gdy poczuła powołanie do życia zakonnego chciała wstąpić do klarysek, lecz zachorowała na gruźlicę. Po spędzeniu półtora roku w sanatorium przyłączyła się do ruchu Legionu Maryi. Była misjonarką we wschodniej i centralnej Afryce, tam założyła setki oddziałów Legionu w Tanzanii i Kenii, w Ugandzie, Malawi i na Mauritiusie. W 1943 roku stan jej zdrowia się pogorszył i zmarła 12 maja 1944 roku mając 36 lat w opinii świętości. Została pochowana 14 maja na cmentarzu misjonarzy w Nairobi. Jej proces beatyfikacyjny rozpoczął się w 1956 roku, a w dniu 15 grudnia 1994 roku Jan Paweł II ogłosił ją czcigodną. W 2009 roku w Tralee w banku of Ireland House w Denny Street odsłonięto jej tablicę pamiątkową.